# Elsa Garófalo
Elsa Gioconda Garófalo Aboy es una química uruguaya. Educada en la Universidad de la República, Garófalo es investigadora en quinto grado del Programa de Desarrollo de las Ciencias Básicas (PEDECIBA) e investigadora en tercer nivel del Sistema Nacional de Investigadores del Uruguay (ANII).

## Biografía

### Formación
Garófalo cursó estudios de Química Farmacéutica en la Universidad de la República, graduándose en 1970. Obtuvo su Doctorado en Química Farmacéutica en la misma institución en el año 1981, presentando una tesis sobre radioinmunoanálisis de oxitocina. Complementó sus estudios realizando posdoctorados en la Universidad de Uppsala en Suecia, la Universidad de Glasgow en Escocia y el Centre Léon-Bérard en Francia.

### Carrera
En 1994 se vinculó en calidad de docente de Bioquímica en el Departamento de Biología Molecular y Celular de la Universidad de la República. En la misma institución se desempeñó como investigadora y profesora adjunta, liderando además proyectos de investigación y desarrollo en salud y reproducción humana y animal, especialmente el papel que juegan la oxitocina, los estrógenos y la progesterona en este proceso. Desde finales de la década de 1960 hasta 2008 publicó una gran cantidad de artículos científicos, la mayoría de ellos arbitrados. También publicó o participó en la redacción de más de diez libros entre 1974 y 2005, enfocados principalmente en la hormona oxitocina y en el diagnóstico y tratamiento del cáncer en la etapa final de su carrera.
Brindó su experiencia en investigación en otras iniciativas como el Programa de Desarrollo de las Ciencias Básicas (PEDECIBA) y el Sistema Nacional de Investigadores del Uruguay (ANII) y se desempeñó además en la comisión fiscal de la Academia Nacional de Ciencias del Uruguay.